# 香港LGBT人物列表
本條目列出已以各種形式出櫃的香港LGBT公眾人物，並依領域及出生年份排序。 

## 演藝界
- 關錦鵬（1951－）：電影導演。[1]
- 鄧小宇（1951－）：演員、作家。[2]
- 金燕玲（1954－）：演員。[3]
- 蘇施黃（1955－）：廣播節目主持人、電視節目主持人。[4][5]
- 張國榮（1956－2003）：演員、歌手。[6]
- 關菊英（1958－）：演員、歌手。[7]
- 陳志雲 (1958 －)：前香港政務官、前電視廣播有限公司行政總裁、電視節目主持人。
- 李志超（1958－2014）：電影導演、作家、攝影師。[8]
- 洪朝豐（1960－）：主持人。[9]
- 林夕（1961－）：填詞人、作家。[10]
- 周耀輝（1961－）：填詞人、教授。[11]
- 黄耀明（1962－）：歌手、演員。[12]
- 梁兆輝（1964－）：主持人、作家。[13]
- 李國祥（1964－2025）：歌手。[14]
- 林保怡 (1965－）：演員。
- 黎明詩（1965－2024）：歌手、演員。[15]
- 王喜 (1967－）：演員。[16]
- 雲翔（1967－）：電影導演。[17]
- 黃偉文（1969－）：填詞人、作家。[18]
- 王賢誌（1970－）：演員、主持人。[19]
- 李孟熙（1971－）：電影導演。[20]
- 梁梓禧（1972－）：主持人、演員。[21]
- 梁祖堯（1976－）：演員、導演、主持人。[22]
- 林一峰（1976－）：歌手。[23]
- 吳彤（1976－）：歌手、主持人。[24]
- 小肥（1976－）：歌手、演員。[25]
- 何韻詩（1977－）：歌手、演員。[26][27]
- 洪榮傑（英语：Kit Hung）（1977－）：電影導演。[28]
- 卓韻芝（1979－）：導演、主持人、演員。[29]
- 關智斌 (1980－）：歌手。
- 張敬軒 (1981－）：歌手。
- 盧凱彤（1986－2018）：歌手。[30]
- 李蔓瑩（1990－）：演員、模特兒
- 李駿碩（1991－）：電影導演。[31]
- 徐㴓喬（1991－）：演員、主持人。[32]
- 許廷鏗（1988－）：牙醫、歌手。
- 黃凱逸（1994－）：歌手、演員、健身教練。[33]
- 盧瀚霆（1995－）：歌手、舞蹈員、演員。[34]

## 企業界
- 俞琤（1954－）：香港商業電台副主席、主持人。[35]
- 顏福偉（1962－）：白花油藥廠總裁、歌手。[36]
- 趙式芝（1981－）：卓能集團執行董事。[37][38]

## 設計界
- 鄧達智（1958－）：服裝設計師、主持人。[39]
- 王曼喜（1992－）：服裝設計師。[40]

## 運動界
- 葉姵延（1987－）：著名羽毛球運動員。[41]

## 政治界
- 陳志全（1972－）：前立法會議員。[42]
- 岑子（1987－）：前沙田區議員。[43]

## 社會運動界
- 小明雄（1954－?）：同志運動參與者、記者、作家。[44][45]
- 邵國華（1967－）：同志運動參與者。
- 張錦雄（1975－）：同志運動參與者。[46]

## 文學界
- 林邁克（1953－）：作家。[47]
- 林奕華（1959－）：作家、編劇、導演。[48]
- 黃裕邦（1979－）：作家。[49]
- 黃可偉（1981－）：作家。[50]
- 葉敏爾：作家

## 其他
- 唐鶴德（1959－）：金融業工作者，藝人張國榮之生前男友。[51]
- 吳卓林（1999－）：藝人成龍與吳綺莉之女。[52]